# 6890 Савіних
6890 Савіних (6890 Savinykh) — астероїд головного поясу, відкритий 3 вересня 1975 року.
Тіссеранів параметр щодо Юпітера — 3,169.